# James Krüss
James Krüss (Helgoland, 31 maggio 1926 – Gran Canaria, 2 agosto 1997) è stato uno scrittore e illustratore tedesco.
Autore di letteratura per ragazzi, ha vinto il Premio Hans Christian Andersen nel 1968. Tra i suoi lavori più conosciuti vi è Timm Thaler (1962).
Nel Pioniere Noi Donne del 1967 nei n° 2, 3,4  fu pubblicato in italiano il racconto a puntate "La Repubblica delle Uova"

## Traduzioni in italiano
- La Gabbianella del Faro , traduzione di Anna Laura Pignatti, Milano, Fabbri, 2003.
- 3 x 3 per tutti coloro che sanno contare fino a tre traduzione di A. Gentilucci, Torino, Società Editrice Internazionale, 1969.